# Wernersville
Wernersville è una borough degli Stati Uniti d'America, nella contea di Berks nello Stato della Pennsylvania. Secondo il censimento del 2000 la popolazione è di 2.150 abitanti.

## Società

### Evoluzione demografica
La composizione etnica vede una maggioranza di quella bianca (97.77%), seguita da quella dei afroamericani (0,84%) dati del 2000.
| borough di Wernersville Popolazione |       |
| 2000                                | 2.150 |
| Stima al 2009                       | 2.453 |